# غوستاف موانييه
أو كوستاف مونير

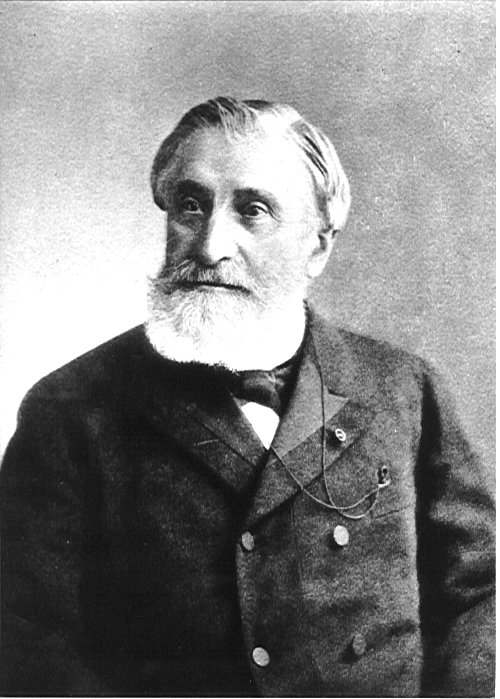
غوستاف موانييه
(المصدر: www.redcross.int)

غوستاف موانييه الحقوقي السويسري الذي كان نشطا في العديد من المنظمات الخيرية في جنيف (21 أغسطس 1910-21 سبتمبر 1826).
وكان أحد مؤسسي «اللجنة الدولية لإغاثة الجرحى»، والتي أصبحت اللجنة الدولية للصليب الاحمر بعد عام 1876. وفي عام 1864 تولى منصب رئيس اللجنة بعد غيوم هنري دوفور، وكان أيضا منافسا رئيسيا للمؤسس جان هنري دونانت. خلال سجله الطويل ل46 عاما كرئيس فعل الكثير لدعم تطوير اللجنة في العقود الأولى من إنشائها.

## النشأة
ولد موانييه في أسرة غنية معروفة في جنيف من التجار والمصرفيين. درس القانون في باريس وحصل على الدكتوراه في عام 1850. ونظرا لاقتناعه الكالفيني، أصبح مهتما في مجال العمل الخيري والمشاكل الاجتماعية في وقت مبكر. في عام 1859 تولى رئاسة جمعية جنيف للنفع العام. كما انه كان نشطا في نحو أربعين من المنظمات والجماعات الخيرية الأخرى التي تشارك في مهام تحسين ظروف السجناء أو رعاية الأيتام.
في عام 1862 أرسل جان هنري دونان له نسخة من كتابه «ذاكرة سولفرينو». أظهر موانييه اهتماما كبيرا في تحقيق أفكار دونان عن إنشاء منظمة رعاية طوعية لمساعدة الجرحى في الحرب وفتح نقاش حول الكتاب في الاجتماع العام لجمعية جنيف للنفع العام. وأدى ذلك إلى إنشاء «اللجنة الخماسية» وتشكيل لجنة من الجمعية للتحقيق في وجاهة أفكار دونان. أنشأت هذه اللجنة ـ التي ضمّت «غوستاف موانييه» رئيسا و«غيوم-هنري دوفور» و«لوي أبيا» و«تيودور مونوار», فضلاً عن جان هنري دونانت نفسه. بعد ذلك بوقت قصير، غير أعضاء اللجنة الاسم إلى «اللجنة الدولية لإغاثة الجرحى» في عام 1876 واعتمدت اسمها الحالي، اللجنة الدولية للصليب الأحمر (ICRC). أصبح دوفور الرئيس الأول للجنة، وأصبح مونانييه نائب رئيسها.

## تأسيس اللجنة الدولية

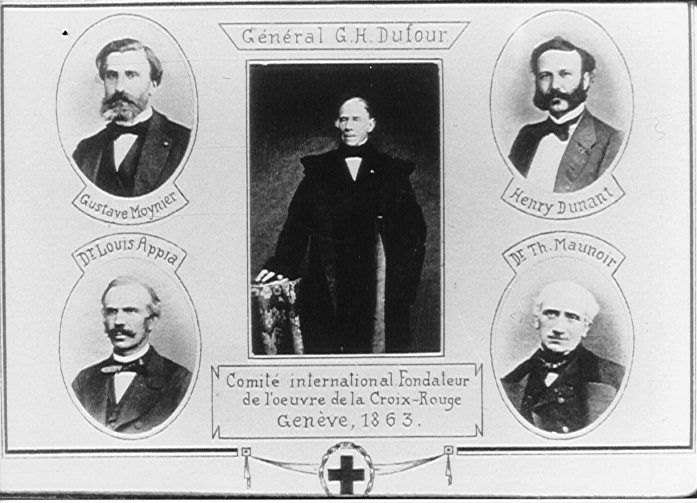
رسم للمؤسسين الخمسة للجنة الدولية.

تطورت الخلافات بين موانييه ودونان في وقت مبكر على السلطة في المنظمة والتشكيل القانوني والتنظيمي. وكانت النقطة الرئيسية للخلاف فكرة جان هنري دونانت بمنح الحياد للجنود الجرحى والعاملين في المجال الطبي من أجل حمايتهم. كان مونييه خصم عنيد لهذه الخطة، التي لم تكن واقعية والإصرار عليها هدد بانهيار المشروع. دونان، ومع ذلك، كان قادرا على إقناع شخصيات سياسية وعسكرية قوية في أوروبا بأفكاره، ومع اتفاقية جنيف الأولى في عام 1864 حقق بعض النجاح نحو تنفيذها. في ذلك العام نفسها، سيطر موانييه على منصب رئيس اللجنة الدولية.
التوترات المتزايدة بين البراغماتي موانييه والمثالي جان هنري دونانتأدت إلى طرد دونان، بقيادة موانييه، بعدها دونانت أعلن الإفلاس في عام 1867. في حين لم يثبت، فمن المحتمل أن موانييه استخدم نفوذه لمنع دونان، الذي منذ ذلك الحين عاش فقيرا، من تلقي المساعدة المالية من مختلف أنصاره في أوروبا. على سبيل المثال، الميدالية الذهبية موراليس للعلوم في المعرض العالمي في باريس في عام 1867 إلى دونان كانت مقسمة بين دونان، مومانييه، ودوفور. حيث لم يسلم الجائزة لدونانت ولكن إلى اللجنة الدولية نفسها. عرض نابليون الثالث ليسدد نصف ديون دونانت إذا سدد النصف الآخر أصدقاء دونانت، أحبطت بجهود موانييه.
في عام 1872 قدم غوستاف موانييه، وبعد الحرب الفرنسية البروسية في 1870-1871، مقترحا لإنشاء محكمة التحكيم الدولية لمعاقبة انتهاكات القانون الإنساني الدولي. بسبب المخاوف من قبل معظم الحكومات على سيادة الدول، فلم يعتمد المقترح. رشح موانييه لجائزة نوبل للسلام في عام 1901، 1902، 1903، و 1905 من قبل ريتشارد كلين، وهو عضو في معهد القانون الدولي (معهد القانون الدولي). ولكن، خلافا دونان الذي حصل على أول جائزة نوبل للسلام في عام 1901 جنبا إلى جنب مع فريدريك باسي، Moynier لم يتلق الجائزة. توفي في عام 1910 قبل شهرين من دونانت، دون أي نوع من المصالحة بين الإثنين. وبعد أن رئس اللجنة حتى وفاته، كان أطول خدمة لرئيس اللجنة في تاريخها.

## الروابط
- Red Cross and Red Crescent Movement History - السيرة الذاتية لموانييه نسخة محفوظة 20 فبراير 2005 على موقع واي باك مشين.